# Зеленовка (Черниговская область)
Зеле́новка (укр. Зеленівка) — село, расположенное на территории Бахмачского района Черниговской области (Украина). В селе расположен деревянный костёл немцев-колонистов 18 в.

## Население
Население составляет 293 жителя (2006 год). Плотность населения — 297,76 чел/кв.км.

## География
Село Зеленовка находится примерно в 16 км к юго-западу от центра города Бахмач. Средняя высота населённого пункта — 146 м над уровнем моря. Село находится в зоне умеренно континентального климата. Расположено на реке Басанка.

## История
Впервые упоминается в 1767 году. Создано немцами колонистами. Называлось Кляйн Вердер.
В 1945 г. Указом Президиума ВС УССР село Вердер переименовано в Зеленовку